# Lamar Hunt
Pour les articles homonymes, voir Hunt.
Lamar Hunt, né le 2 août 1932 à El Dorado et mort le 13 décembre 2006, à Dallas, est un homme d'affaires et entrepreneur américain, promoteur du football américain, du soccer, du tennis et du basket-ball.

## Biographie
Il est l'un des fondateurs de l'American Football League (AFL) et la Major League Soccer (MLS), ainsi que de la North American Soccer League (NASL) prémisse de la MLS.
Il est aussi le fondateur et propriétaire des Chiefs de Kansas City évoluant en National Football League (football américain), des Wizards de Kansas City (soccer), des Bulls de Chicago (basket-ball). 
À sa mort, il était propriétaire de deux équipes de MLS, le Crew de Columbus et le FC Dallas. 
À Kansas City, Hunt a également aidé à créer les parcs d'attractions Worlds of Fun et Oceans of Fun.
En l'honneur de son rôle de pionnier national dans ce sport, la Coupe des États-Unis de soccer porte son nom. Cette compétition fut fondée en 1914 et est le plus vieux tournoi annuel par équipe dans n'importe quel sport aux États-Unis. 
Dans le milieu du tennis, Lamar Hunt est connu pour avoir été l'un des principaux promoteurs du tennis professionnel en fondant en 1967 le World Championship Tennis, un circuit indépendant de tennis, peu avant l'avènement de l'ère Open. Il signe un contrat avec un groupe de huit joueurs amateurs connu sous le nom de « Handsome Eight ». En 1972, il trouve un accord avec la Fédération internationale de tennis qui lui permet de mettre en place son circuit sur les quatre premiers mois de l'année. Son organisation a perdu de son influence dans les années 1980 avant d'être complètement supplantée par l'ATP Tour en 1990.
Lamar Hunt est intronisé dans les Temples de la renommée du football américain en 1972 (le Pro Football hall of Fame), du football en 1982 et du tennis en 1993.

### Famille
Son père est le magnat du pétrole Haroldson Lafayette Hunt, Jr.. 
Il a pour frère Nelson Bunker Hunt et William Herbert Hunt (en) et pour sœur Margaret Hunt Hill (en) et Caroline Rose Hunt (en).
Il est le père de l'homme d'affaires Lamar Hunt Jr. (en).